# Nathalie Drouglazet
 (juillet 2025).
 (juin 2025).
Motif : La notoriété de Nathalie Drouglazet ne semble pas clairement établie au regard des critères d'admissibilité de Wikipédia. L'article ne s'appuie que sur deux sources, ce qui paraît insuffisant pour démontrer une couverture significative et indépendante. De plus, il s'agit d'un article orphelin, ce qui témoigne d'une faible intégration dans l'encyclopédie.
- Archive Wikiwix
- Bing
- Cairn
- DuckDuckGo
- E. Universalis
- Gallica
- Google
- G. Books
- G. News
- G. Scholar
- Persée
- Qwant
- (zh) Baidu
- (ru) Yandex
- (wd) trouver des œuvres sur Wikidata

| 1. | Préciser le motif de la pose du bandeau. | Précisez le motif de la pose du bandeau en utilisant la syntaxe suivante : {{admissibilité à vérifier\|date=juillet 2025\|motif=remplacez ce texte par le motif}}                        |
| 2. | Informer les utilisateurs concernés.     | Pensez à avertir le créateur de l'article, par exemple, en insérant le code ci-dessous sur sa page de discussion : {{subst:avertissement admissibilité à vérifier\|Nathalie Drouglazet}} |

 (mai 2025).
Si vous disposez d'ouvrages ou d'articles de référence ou si vous connaissez des sites web de qualité traitant du thème abordé ici, merci de compléter l'article en donnant les références utiles à sa vérifiabilité et en les liant à la section « Notes et références ».
 (mai 2025).
Nathalie Drouglazet, née le 11 juillet 1971 à Cherbourg, est une universitaire spécialiste de la littérature française et des récits postcoloniaux francophones et anglo-irlandais.
Après une licence et une maîtrise en littérature anglophone obtenues respectivement en 1992 et 1994 à l'Université de Caen en Normandie, Nathalie Drouglazet obtient son doctorat en mai 2004 à Boston College, sa thèse ayant pour sujet La langue blessée d'Écho ou qu'est-ce que la littérature d'expression française ? Cette thèse a été dirigée par Kevin Newmark.
Nathalie Drouglazet a enseigné dans plusieurs universités privées  des États-Unis, notamment à Boston College, Simmons College et Colby College.
Elle participe au 6e Colloque International de Poitiers sur Albert Camus qui se tient les 26, 27 et 28 mai 2005 au Musée Sainte-Croix et qui a pour thème "Albert Camus et la Femme".

## Publications
La Langue blessée d'Echo ou qu'est-ce que la littérature d'expression française ?
"L'inscription scripturale à coup de griffe/grief/grief/greffe dans "la gueule du loup" : Trace(s) de l'exil universel au-delà de toute nostalgie généalogique", contribution dans  Le Maghreb writes back : figure de l'hybridité dans la culture et la littérature maghrébines, 2009
Albert Camus et la Femme. Actes du 6e Colloque International de Poitiers sur Albert Camus, Poitiers, Éditions des Amitiés Camusiennes, 2007, 416 p.
"Un train peut en cacher un autre" Nedjma, palimpseste katebien. Romance Review 12, 2002
“La langue blessée (ou l’écrit/les cris) d’Echo:  de la théorie derridienne à l’esthétique katebienne.” Romance Review 10, 2000